# Adolf Stebel
Adolf Stebel (* 10. Februar 1855 in Baden-Baden; † 1926) war ein deutsch-schweizerischer Architekt und Zeichenlehrer.

## Leben
Adolf Stebel studierte in Deutschland, unter anderem Architektur in Karlsruhe, und in Frankreich. Von 1883 bis 1886 war er Lehrer an der Zeichenschule für Industrie und Gewerbe in St. Gallen. Danach bekleidete er die Lehrstelle für Ornamentik und Stillehre am dortigen Gewerbemuseum. Ebenfalls war er als Architekt für das Kunstgewerbe tätig. Seit 1893 war er in St. Gallen eingebürgert, und seit 1898 mit der Malerin Elise Rüdin verheiratet.
Er setzte sich für eine gemässigte Reform der Berufs- und Kunst-Zeichenunterrichts ein. 1895 erschien sein Buch Einführung in das Fachzeichnen an gewerblichen Fortbildungsschulen, unter Mitwirkung von K. Ebneter und H. Scheitlin. Mit Oskar Pupikofer und anderen gab er 1914 das Buch Die Entwicklung der Kunst in der Schweiz heraus.